# Milton (Nouvelle-Galles du Sud)
Pour les articles homonymes, voir Milton.
Milton est une municipalité de la Ville de Shoalhaven, en Nouvelle-Galles du Sud en Australie.